# Oran républicain
Oran républicain est un organe de presse oranais créé en février 1937 à Oran par des républicains de gauche, dont Edmond Auzas, radical socialiste, qui en fut le premier Président, et Pierre Tabarot, du Parti communiste algérien. Il fut publié jusqu'aux années 1960. Il éditait parmi ses pages, celle de La vie musulmane qui s'intéressait à la vie des Algériens. Gabriel Esquer en fut l'un des collaborateurs.